# Jahnsfelde
Jahnsfelde is een plaats in de Duitse gemeente Müncheberg, deelstaat Brandenburg, en telt 312 inwoners (2006).